# Lester Sterling
Pour les articles homonymes, voir Sterling.
Lester Sterling (né le 31 janvier 1936 à Kingston (Jamaïque) et mort le 16 mai 2023), également connu sous le nom de Lester « Ska » Sterling ou Mr. Versatile, est un trompettiste et saxophoniste jamaïcain.

## Biographie
Comme beaucoup de musiciens de sa génération, Lester Sterling a étudié à l'Alpha Boys School. Trompettiste à l'origine, il est principalement connu comme joueur de saxophone alto. Il est membre de la musique de l'armée jamaïcaine dans les années 1950, et joua de la trompette dans le groupe de Val Bennett en 1957. À la fin des années 1950 et au début des années 1960, Lester Sterling a régulièrement joué comme musicien de studio, principalement avec les futurs membres des Skatalites, dans des groupes tels que Clue J & His Blues Blasters.
Lester Sterling est un membre fondateur des Skatalites (en tant que saxophone alto), l'un des deux seuls encore vivant (l'autre est Doreen Shaffer). Après la dissolution des Skatalites en 1965, Lester Sterling a joué avec Byron Lee & The Dragonaires et a enregistré de nombreux titres en solo avec le producteur londonien "Sir" Clancy Collins. Son premier album solo, Bangarang, est paru en 1969 chez Pama Records. Lester Sterling a rejoint les Skatalites à leur reformation en 1975. Le groupe a continué de manière plus ou moins stable avec de nombreux musiciens différents, et Lester Sterling est le dernier membre fondateur faisant encore partie du groupe. Lester Sterling a été décoré de l'ordre de la Distinction en 1998 pour sa contribution à la musique jamaïcaine. 
Son frère est le pianiste Keith Sterling.

## Discographie

### Albums
- Bangarang (1969) Pama Records
- Sterling Silver (2002) Echo Records

### En tant qu'invité
- The Ska-Flames featuring Laurel Aitken, Roland Alphonso & Lester Sterling - Damn Good (1995), Sun Shot